# Àntaixi
Àntaixi (en rus: Анташи) és un poble de l'óblast de Leningrad, a Rússia, que el 2017 tenia 86 habitants, pertany al districte de Vólossovo.